# 1928 год в музыке

## События
- 27 апреля — премьера «Аполлона Мусагета» Стравинского.
- 31 августа — премьера «Трёхгрошовой оперы» Брехта и Вайля.
- 21 сентября — свадьба певца Э. Джонсона и певицы Р. Килер.
- 22 ноября — премьера «Болеро» Равеля.

## Выпущенные альбомы
- Louis Armstrong And His Orchestra (Луи Армстронг)

## Родились

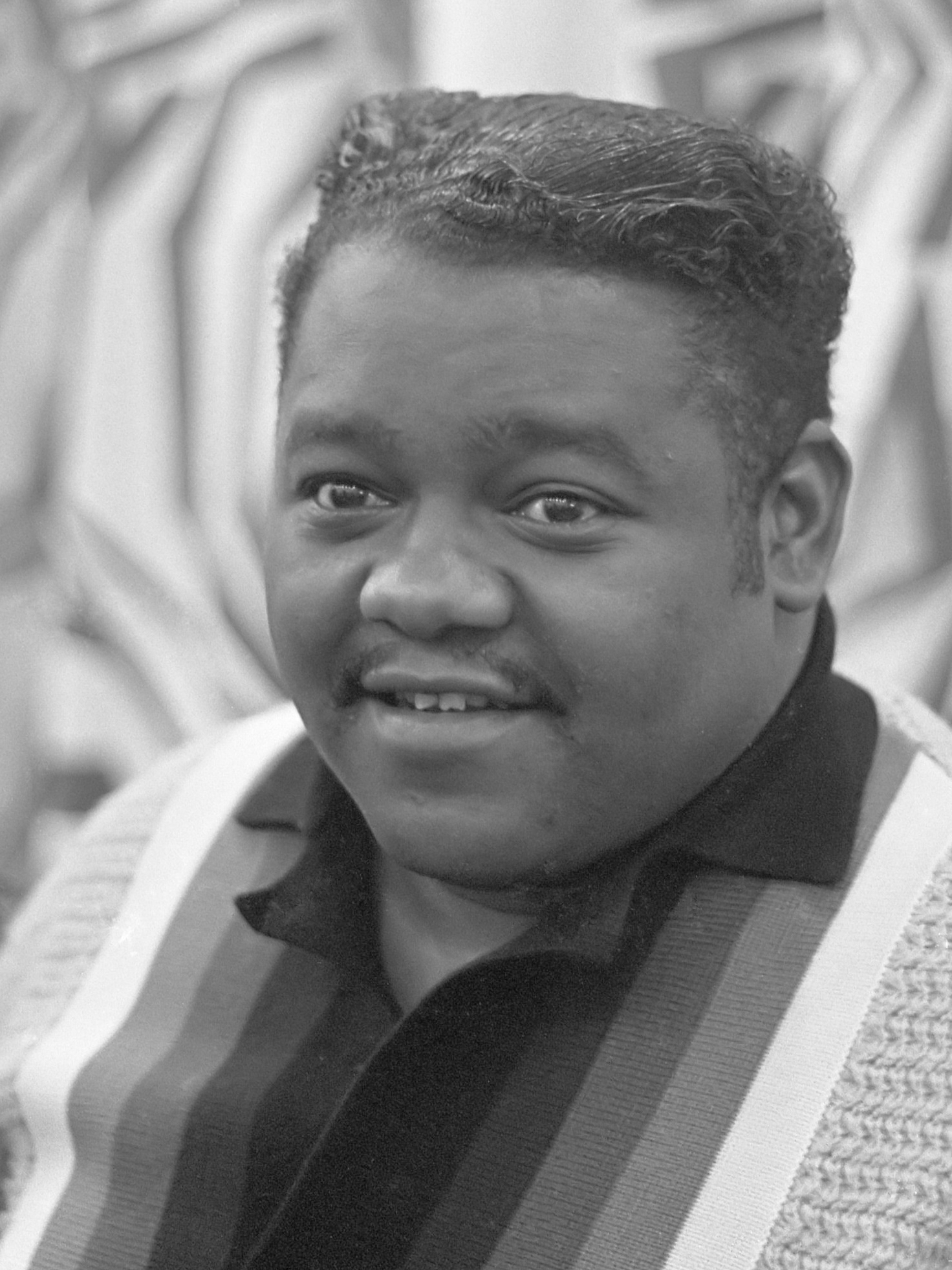
Фэтс Домино

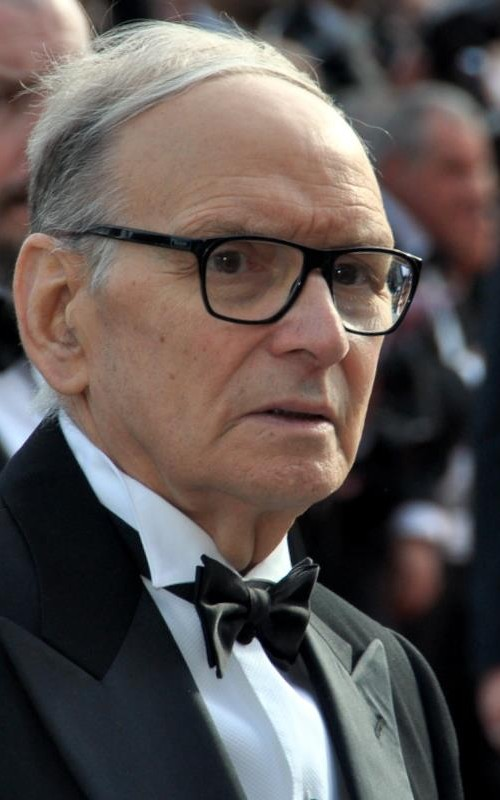
Эннио Морриконе

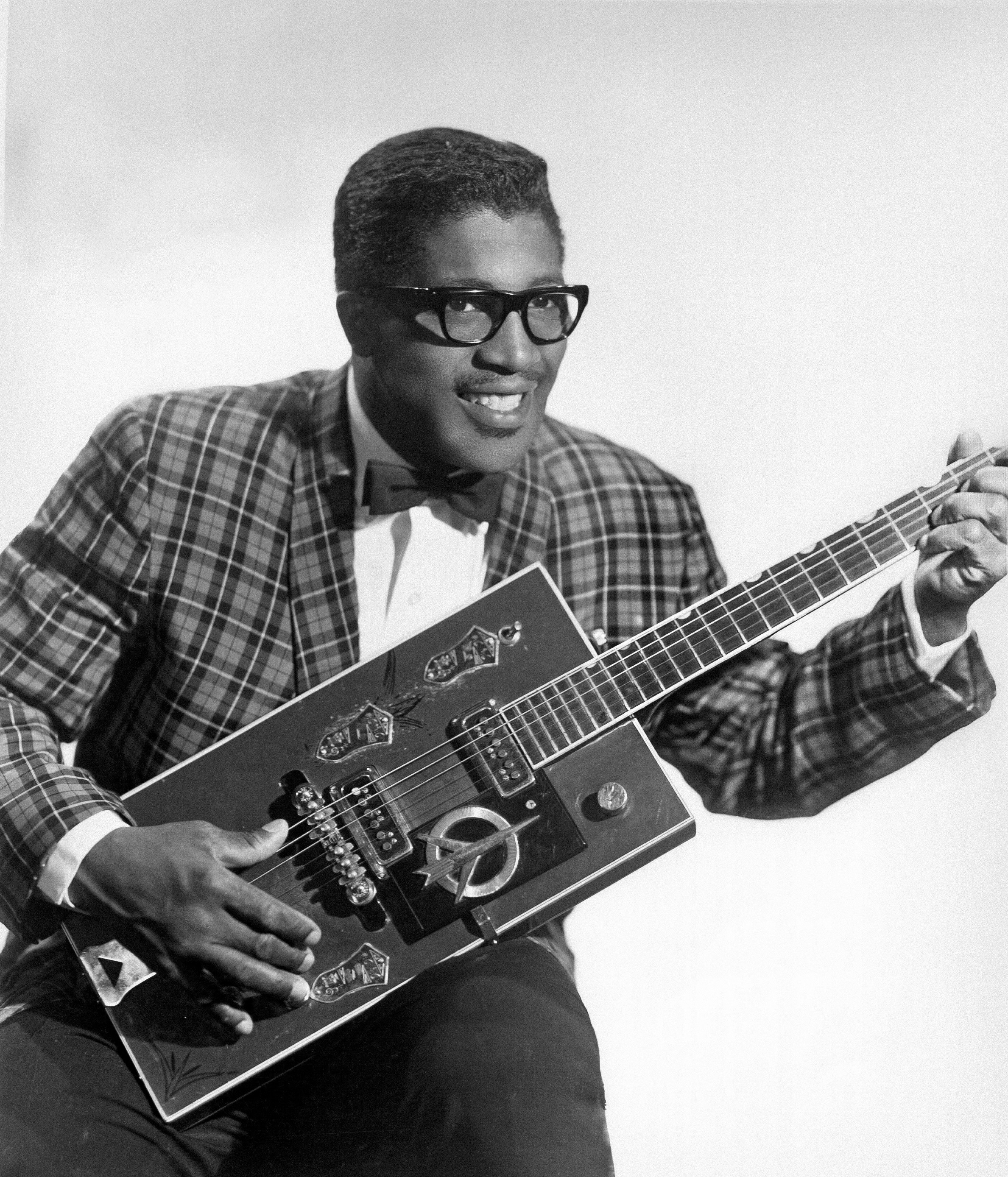
Бо Диддли

### Январь
- 2 января — Альберто Дзедда (ум. 2017) — итальянский дирижёр и музыковед[1]
- 3 января — Вивея Громова (ум. 2022) — советская и российская оперная певица (лирико-колоратурное сопрано) и музыкальный педагог
- 8 января — Калио Мюльберг (ум. 2018) — советский и украинский кларнетист и музыкальный педагог
- 10 января — Хуан Гонсало Росе (ум. 1983) — перуанский поэт, драматург, композитор и журналист
- 12 января — Рут Браун (ум. 2006) — американская певица
- 13 января — Ирина Кузьмина (ум. 2015) — советская и российская оперная певица (лирико-колоратурное сопрано) и музыкальный педагог
- 17 января — Жан Барраке (ум. 1973) — французский композитор, музыковед и писатель
- 30 января — Харольд Принс (ум. 2019) — американский театральный продюсер и режиссёр, постановщик мюзиклов

### Февраль
- 2 февраля
  - Виктор Барсов (ум. 2001) — советский и российский пианист и дирижёр
  - Валентина Дворянинова (ум. 2019) — советская и российская эстрадная певица (сопрано)
- 3 февраля — Зоя Денисова (ум. 2017) — советская и российская певица и музыкальный педагог
- 5 февраля — Эдуард Багдасарян (ум. 2015) — советский и армянский оперный певец (тенор)
- 12 февраля — Александра Вавилина (ум. 2021) — советская и российская флейтистка и музыкальный педагог
- 26 февраля — Фэтс Домино (ум. 2017) — американский пианист, певец и композитор
- 27 февраля — Рене Клеменчич (ум. 2022) — австрийский композитор, музыкант, музыковед и дирижёр

### Март
- 1 марта — Вацлав Снитил (ум. 2015) — чехословацкий и чешский скрипач и музыкальный педагог
- 6 марта — Рональд Стивенсон[англ.] (ум. 2015) — шотландский композитор, пианист и писатель
- 8 марта — Кундуз Миркаримова (ум. 2019) — советская и узбекская артистка балета, балетмейстер, хореограф и педагог
- 9 марта — Кили Смит (ум. 2017) — американская джазовая певица
- 16 марта — Криста Людвиг (ум. 2021) — немецкая оперная и камерная певица (меццо-сопрано)
- 17 марта — Улдис Жагата (ум. 2015) — советский и латвийский артист балета, хореограф и балетный педагог
- 24 марта — Марио Серени[итал.] (ум. 2015) — итальянский оперный певец (баритон)
- 31 марта — Геннадий Ледях (ум. 2020) — советский и российский артист балета, балетмейстер и балетный педагог

### Апрель
- 4 апреля — Альфредо Арментерос[исп.] (ум. 2016) — кубинский трубач
- 5 апреля — Тони Уильямс (ум. 1992) — американский певец, участник группы The Platters
- 10 апреля — Ежи Матушкевич (ум. 2021) — польский композитор и джазовый музыкант
- 17 апреля — Бату Мулюков (ум. 1999) — советский и российский композитор и музыкальный педагог
- 24 апреля — Семён Коган (ум. 2016) — советский и российский дирижёр
- 28 апреля — Кавалам Нараяна Паникер (ум. 2016) — индийский драматург, театральный режиссёр и поэт-песенник
- 29 апреля — Карл Гарднер[англ.] (ум. 2011) — американский певец, участник группы The Coasters

### Май
- 1 мая — Сонни Джеймс (ум. 2016) — американский кантри-певец и автор песен
- 8 мая — Нора Нова (ум. 2022) — немецкая певица болгарского происхождения
- 12 мая — Берт Бакарак (ум. 2023) — американский пианист и композитор
- 14 мая — Даб Джонс[англ.] (ум. 2000) — американский певец, вокалист группы The Coasters
- 22 мая — Том Донахью (ум. 1975) — американский радиодиджей
- 23 мая — Розмари Клуни (ум. 2002) — американская эстрадная певица и актриса
- 26 мая — Владимир Орлофф (ум. 2019) — румынский и канадский виолончелист

### Июнь
- 2 июня — Леопольд Ященко (ум. 2016) — советский и украинский хоровой дирижёр и музыковед
- 4 июня — Милан Шкампа (ум. 2018) — чехословацкий и чешский альтист и педагог
- 16 июня — Анни Корди (ум. 2020) — бельгийская певица и актриса
- 19 июня — Томми Девито[англ.] (ум. 2020) — американский певец и музыкант, основатель, вокалист и гитарист группы The Four Seasons
- 30 июня — Иштван Паркаи (ум. 2023) — венгерский дирижёр и музыкальный педагог

### Июль
- 13 июля
  - Жанна Лорио (ум. 2001) — французский музыкант, исполнительница на волнах Мартено
  - Эл Рекс[англ.] (ум. 2020) — американский музыкант, басист группы Bill Haley & His Comets
- 16 июля — Андрей Дементьев (ум. 2018) — советский и российский поэт, теле- и радиоведущий и поэт-песенник
- 17 июля — Клара Балог (ум. 2018) — советская и украинская балерина и балетмейстер
- 23 июля — Леон Флейшер (ум. 2020) — американский пианист, дирижёр и музыкальный педагог
- 26 июля — Джо Джексон (ум. 2018) — американский музыкальный менеджер, патриарх семьи Джексонов

### Август
- 7 августа
  - Хелен Вита (ум. 2001) — швейцарская певица и актриса
  - Херб Рид[англ.] (ум. 2012) — американский певец, участник группы The Platters
- 12 августа — Георгий Геодакян (ум. 2015) — советский и армянский музыковед и музыкальный педагог
- 14 августа — Аншель Брусилов (ум. 2018) — американский скрипач, дирижёр и музыкальный педагог
- 15 августа — Сулейман Абдуллин (ум. 2002) — советский и российский певец
- 17 августа — Георгий Портнов (ум. 2017) — советский и российский композитор и дирижёр
- 18 августа — Сонни Тил[англ.] (ум. 1981) — американский певец, участник группы The Orioles
- 19 августа — Лассе Лённдаль (ум. 2022) — шведский певец и актёр
- 26 августа — Эндрю Портер (ум. 2015) — британский музыкальный критик
- 28 августа — Устад Вилайят Хан (ум. 2004) — индийский ситарист, певец и композитор

### Сентябрь
- 1 сентября — Джордж Махарис (ум. 2023) — американский актёр и певец
- 2 сентября — Шейла Бромберг (ум. 2021) — британская арфистка
- 6 сентября — Евгений Светланов (ум. 2002) — советский и российский дирижёр, композитор, пианист и публицист
- 18 сентября — Адам Валяциньский (ум. 2015) — польский композитор, музыковед и музыкальный педагог
- 25 сентября — Абдулла Султанов (ум. 2023) — советский и российский певец и кураист
- 29 сентября — Мартин Турновский (ум. 2021) — чешский дирижёр

### Октябрь
- 4 октября — Торбен Ульрих (ум. 2023) — датский теннисист, джазовый кларнетист, музыкальный критик и художник
- 7 октября — Реймон Левек (ум. 2021) — канадский автор-исполнитель, поэт, писатель и драматург
- 9 октября — Эйноюхани Раутаваара (ум. 2016) — финский композитор и музыкальный педагог
- 11 октября
  - Рассел Оберлин (ум. 2016) — американский оперный певец (контратенор)
  - Саулюс Сондецкис (ум. 2016) — советский и литовский скрипач, дирижёр и музыкальный педагог
- 12 октября — Дживан Гаспарян (ум. 2021) — советский и армянский музыкант и композитор, мастер игры на дудуке
- 14 октября — Гулбат Торадзе — советский и грузинский музыкальный критик, музыковед и педагог

### Ноябрь
- 1 ноября — Лидия Крупенина (ум. 2016) — советская и российская балерина и балетный педагог
- 7 ноября — Анатолий Борзов (ум. 2017) — советский и российский танцовщик, хореограф и педагог
- 10 ноября
  - Эннио Морриконе (ум. 2020) — итальянский композитор, аранжировщик и дирижёр
  - Иван Суржиков (ум. 2000) — советский и российский певец
- 11 ноября — Эрнестин Андерсон[англ.] (ум. 2016) — американская джазовая и блюзовая певица
- 12 ноября — Вадим Гаевский (ум. 2021) — советский и российский театральный и литературный критик, балетовед и педагог
- 22 ноября — Николай Добронравов (ум. 2023) — советский и российский поэт-песенник
- 25 ноября — Наталья Садовская (ум. 2023) — советская и российская артистка балета, театральная деятельница и балетовед
- 26 ноября — Аустра Пумпуре (ум. 2017) — советская и латвийская певица, музыкант и музыкальный педагог

### Декабрь
- 2 декабря — Йорг Демус (ум. 2019) — австрийский пианист и композитор
- 10 декабря — Майкл Сноу (ум. 2023) — канадский кинорежиссёр, художник, скульптор, джазовый пианист и писатель[2]
- 15 декабря — Ида Гендель (ум. 2020) — британская скрипачка польского происхождения
- 24 декабря — Магфира Галеева (ум. 2016) — советская и российская оперная и эстрадная певица
- 25 декабря — Ольга Моисеева (ум. 2021) — советская и российская балерина, педагог и балетмейстер
- 28 декабря — Нариман Мамедов (ум. 2015) — советский и азербайджанский музыковед и композитор
- 30 декабря — Бо Диддли (ум. 2008) — американский певец, гитарист и автор песен

### Без точной даты
- Джин Вентуорт (ум. 2017) — американская пианистка

## Скончались

### Январь
- 1 января — Лои Фуллер (65) — американская актриса и танцовщица[3]
- 8 января — Думитру Кириак-Джорджеску (61) — румынский композитор, хоровой дирижёр, фольклорист и музыкальный педагог
- 22 января — Йоан Бунеску (75) — румынский хоровой дирижёр и композитор

### Февраль
- 6 февраля — Андрей Кадлец (68) — русский композитор и дирижёр
- 15 февраля — Микеле Карло Капуто (89) — итальянский библиотекарь и музыкальный деятель

### Март
- 1 марта — Херберт Брюэр (62) — британский органист, дирижёр и композитор
- 13 марта — Лаура Вальборг Аулин (68) — шведская пианистка, композитор и музыкальный педагог
- 19 марта — Нора Бейс (47) — американская певица и актриса
- 28 марта — Фьорелло Жиро (57) — итальянский оперный певец (тенор)

### Апрель
- 11 апреля — Артур Зайдль (64) — немецкий музыковед
- 13 апреля — Луис Ируаррисага (36) — испанский композитор и органист[4]
- 18 апреля — Генрик Мельцер-Щавиньский (58) — польский композитор, пианист, дирижёр и музыкальный педагог

### Май
- 9 мая — Константин Димитреску (81) — румынский виолончелист, композитор, дирижёр и музыкальный педагог
- 11 мая — Эмиль Бонке (39) — немецкий альтист, дирижёр и композитор
- 23 мая — Ида Базилиер-Магельссен (81) — финская и норвежская оперная певица (сопрано)

### Июнь
- 5 июня — Поль Веронж де ла Нюкс (74)— французский композитор

### Июль
- 25 июля — Виктор Барабаш (72) — польский дирижёр и музыкальный педагог

### Август
- 12 августа — Леош Яначек (74) — чешский композитор и музыковед-этнограф
- 14 августа — Аньес Суре (26) — французская актриса и танцовщица
- 17 августа — Эмма Карелли (51) — итальянская оперная певица (сопрано)
- 19 августа — Хуго Грютерс (76) — немецкий дирижёр
- 22 августа — Жак Дюран (63) — французский музыкальный издатель

### Сентябрь
- 13 сентября — Дмитрий Аллеманов (60) — русский православный священник, композитор и музыковед

### Ноябрь
- 7 ноября — Маттиа Баттистини (72) — итальянский оперный певец (баритон)
- 10 ноября — Анита Бербер (29) — немецкая танцовщица и актриса
- 11 ноября — Ойген Грюнберг (74) — австрийский и американский скрипач
- 12 ноября — Энрико Чеккетти (78) — итальянский танцовщик, балетмейстер и педагог

### Декабрь
- 18 декабря — Люсьен Капе (55) — французский скрипач, композитор и музыкальный педагог

### Без точной даты
- Мешади Джамиль Амиров (52/53) — азербайджанский тарист и композитор
- Болтирик Атыганулы (57/58) — казахский акын
- Пауль Генрих Видеман (76/77) — немецкий музыкальный педагог и философ
- Бапыш Кожамжаров (67/68) — казахский домбрист и кюйши